# Standaardtype GOLS
Het Standaardtype GOLS is een stationsontwerp dat tussen 1883 en 1890 gebruikt werd voor diverse Nederlandse stationsgebouwen van de Geldersch-Overijsselsche Lokaalspoorweg-Maatschappij. Het ontwerp is in twee stationstypes en een wachterswoningstype ingedeeld. Van de in totaal negentien gebouwde stations staan er tegenwoordig nog zes overeind. Alle wachterswoningen zijn in de loop der tijd gesloopt.

## Stations van het type GOLS groot
- Station Doetinchem (1883), gesloopt in 1983.
- Station Eibergen (1883), gesloopt in 1956.
- Station Groenlo (1883), nog aanwezig.
- Station Haaksbergen (1883), nog aanwezig.
- Station Neede (1883), gesloopt in 2001.
- Station Terborg (1883), nog aanwezig.
- Station Aalten (1884), nog aanwezig.
- Station Hengelo GOLS (1884), gesloopt in 1945.
- Station Varsseveld (1884), gesloopt in 1980.
- Station Zevenaar GOLS (1884), gesloopt voor 1970.
- Station Borculo (1885), gesloopt in 1956.
- Station Enschede-Noord (1889), gesloopt in 1989.
- Station Oldenzaal EO (1890), gesloopt in 1963.

## Stations van het type GOLS klein
- Station Boekelo (1883), nog aanwezig.
- Station Bredevoort (1884), gesloopt in 1950.
- Station Didam (1884), gesloopt in 1973.
- Station Wehl (1884), gesloopt in 1973.
- Station Zelhem (1884), nog aanwezig.
- Station Lonneker (1889), gesloopt in 1979.

## GOLS Wachterswoningen
- Stopplaats Haarlo (1880), gesloopt in 1962.
- Stopplaats Rietmolen (1884)
- Halte Miste (1885)
- Stopplaats Lintelo (1885)
- Stopplaats Silvolde (1885), gesloopt in 1960.
- Stopplaats Slangenburg-IJzevoorde (1885)
- Halte Gaanderen-Oosselt (1887)
- Stopplaats Usselo (1888), gesloopt in 1934.

## Afwijkende stations en haltes
- Station Winterswijk GOLS (1883), nog aanwezig; tussenvorm van GOLS-groot en GOLS-klein.
- Stopplaats Hupsel (1919), gesloopt, abri komt van Heerenstraat Naarden. In de jaren 50 naar Groenlo in gebruik als kippenschuur.
- Stopplaats Wolfersveen (1921), gesloopt, houten abri met wachtlokalen.

Douma (Beilen) · 
Eijs-Wittem ·
GLS ·
GOLS ·
Harmelen ·
Hemmen ·
HESM ·
KNLS ·
Loppersum ·
NCS ·
NFLS ·
NH ·
NOLS ·
Randstadspoorhalte ·
Sneek ·
Sextant ·
Staatsspoorwegen ·
Velsen-Zeeweg ·
Vierlingsbeek ·
Visvliet ·
Voorstadshalte ·
Woldjerspoor ·
WZ ·
ZB